# Haren (Ems)
Haren (Ems) is een stad en gemeente in het Duitse landkreis Emsland in de deelstaat Niedersachsen. Haren ligt aan de Nederlandse grens.

## Inwoners
De gemeente Haren (Ems) heeft een oppervlakte van 208,8 km² en telt 24.047 inwoners.

## Kernen

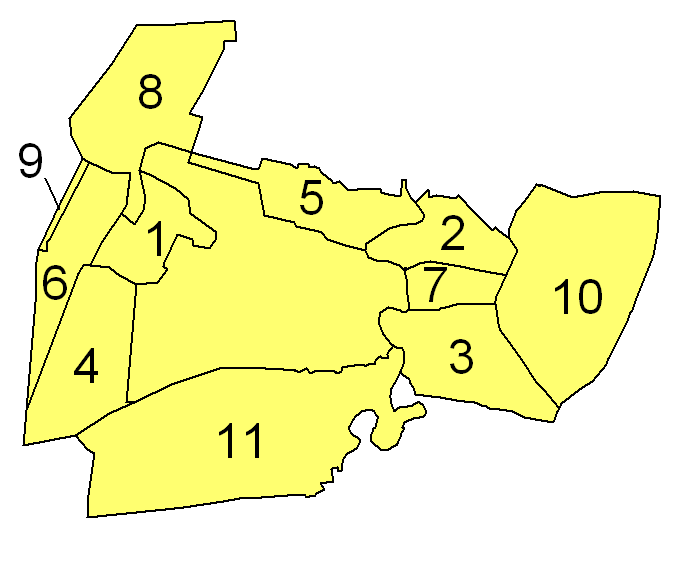
De stad Haren (ongenummerd) en de in 1974 toegevoegde buurgemeentes (genummerd)

De gemeente is ingedeeld in twaalf kerngebieden (Ortsteile):
- Haren/Altharen
- Altenberge (nr. 1 op het kaartje; een vroeg-19e-eeuwse veenkolonie)
- Emen (2)
- Emmeln (3)
- Erika (het noordelijke deel van Altenberge aan het Haren-Ruitenbroekkanaal)
- Fehndorf (4)
- Landegge (5)
- Raken (7)
- Rütenbrock (8)
- Tinnen (10)
- Wesuwe (11)
- Schwartenberg (9)/Lindloh (6)

Door de ligging bij de Nederlandse grens van de gemeente Haren (Ems) is de instroom van Nederlandse
bewoners goed op gang gekomen en vooral Rütenbrock is, omdat de onroerend-goedprijzen er lager zijn dan in Nederland, in trek om zich daar te vestigen.
Blijkens de website van de gemeente, had deze per 1 januari 2020 in totaal 24.370 inwoners. Per Ortsteil uitgesplitste cijfers waren niet beschikbaar.

## Geografie, verkeer, vervoer
De stad Haren (Ems) ligt op een oeverwal aan de Eems, ten westen daarvan liggen de veenkoloniën. Aan de oostkant van de gemeente, bij Tinnen, ligt het grote hoogveenreservaat Tinner Dose. 
Haren grenst in het noorden aan de Samtgemeinde Lathen, in het oosten aan de Samtgemeinde Sögel, in het zuiden aan de stad Meppen en de gemeente Twist; in het westen grenst het aan Emmen en Westerwolde in Nederland.

### Autoverkeer
De gemeente is bereikbaar via de Duitse A31 afrit 19, 4 km ten westen van Haren.
De B408 verbindt de snelweg met Haren. Aan het oosteinde komt deze op de noord-zuid lopende B70 Leer - Rheine uit.
De B408 loopt deels parallel aan het Haren-Ruitenbroekkanaal. Er staat een lange rij, onder Duitse natuurbescherming geplaatste, zomereiken langs.

### Openbaar vervoer
Haren (Ems) heeft een station aan de spoorlijn Rheine-Leer- Emden. Zie ook: station Haren (Ems) en: spoorlijn Münster -Emden. Het station ligt 3 km ten oosten van het stadscentrum in de buurtschap Emmeln. Verder rijden er streekbussen naar bijna alle omliggende plaatsen.

### Scheepvaartverkeer
Haren heeft drie havenfaciliteiten voor de binnenscheepvaart, waaronder de moderne Eurohafen Emsland, aan de oostoever van de Eems direct ten zuiden van Emmeln, voor vrachtschepen en er is ook een jachthaven.
Het westwaarts lopende Haren-Ruitenbroekkanaal, dat Haren met het Ter Apelkanaal verbindt, is een schakel tussen het Duitse en het Noord-Nederlandse vaarwaternet. In Rütenbrock takt het Zuid-Noordkanaal, dat alleen nog als veenafwateringskanaal fungeert, aan op het Haren-Ruitenbroekkanaal.

## Economie
In Haren staat een bedrijf, dat pluimvee verwerkt tot diepvrieskip en soortgelijke producten. Het biedt meer dan 1.500 arbeidsplaatsen en is het op twee na grootste in deze branche in geheel Duitsland.
De stad heeft in het uiterste zuiden van haar grondgebied, samen met buurgemeente Meppen (Duitsland), op wier grondgebied ook een deel van de haven ligt, in 2007 een nieuwe binnenhaven aan de Eems laten aanleggen.  Deze haven is 42 hectare groot en ligt aan het eind van een apart daarvoor gegraven Stichkanal. De Eurohafen Emsland is uitgerust met moderne faciliteiten voor grote binnenvaartschepen en is tevens voorzien van een station en rangeerterrein voor goederentreinen. Rondom de haven is activiteit ontstaan van industriële en overslag- en transportbedrijven. Het concern Enercon, dat windturbines produceert, heeft op het industrieterrein bij de Eurohafen Emsland een fabriek van rotorbladen voor windturbines.
Mede vanwege de aanwezige havens, is Haren ook een regionaal centrum van rederijen. Vijftig zelfstandige binnenschippers hebben Haren als thuishaven. De stad herbergt nog een sinds de vroege 20e eeuw bestaande, kleine scheepsreparatiewerf met twee scheepshellingen. Op diverse bedrijventerreinen in de stad is veel midden- en kleinbedrijf, waaronder enige vrij grote aannemersbedrijven.
Haren is een regionaal centrum voor recreatie en (dag)toerisme.

## Geschiedenis
De streek rond Haren was al in de Vroege Middeleeuwen bewoond. In 1859 zijn bij Landegge drie gouden zgn. bracteaten gevonden, siermunten die als amulet gedragen werden. Deze dateren van de 6e eeuw, toen ze begraven werden, of eerder. De Abdij Corvey verkreeg, zoals uit documenten van rond het jaar 890 blijkt, al landerijen in het gebied rond Haren. Daarna kwam het aan het Graafschap Ravensberg. Van 1252, toen gravin Jutta von Vechta-Ravensberg het aan bisschop Otto II verkocht, tot 1803 was Haren deel van het Prinsbisdom Münster.
In  de jaren 1764 en 1784 kwam een grensakkoord tot stand tussen  het Prinsbisdom Münster en de Republiek der Verenigde Nederlanden, waarin de grens in het Bourtanger Moor werd vastgelegd. In 1778 werd door een plaatselijke landmeter de grens tot tevredenheid van beide partijen opgemeten. In 1824 werd de grens bij een te Meppen (Duitsland) gesloten akkoord nog iets aangepast. In 1788 werden de plaatzen (ter ontginning vrijgegeven stukken veen) van de nieuwe veenkolonie Rütenbrock verloot, nabij de Ruiten A. In 1859 kreeg dit dorp een, aan de 3e-eeuwse christelijke martelaar Maximilianus gewijde, rooms-katholieke parochiekerk.
Een aantal andere dorpen in de gemeente ontstond tegelijkertijd met de veenkolonie Rütenbrock.

### Kamp Wesuwe

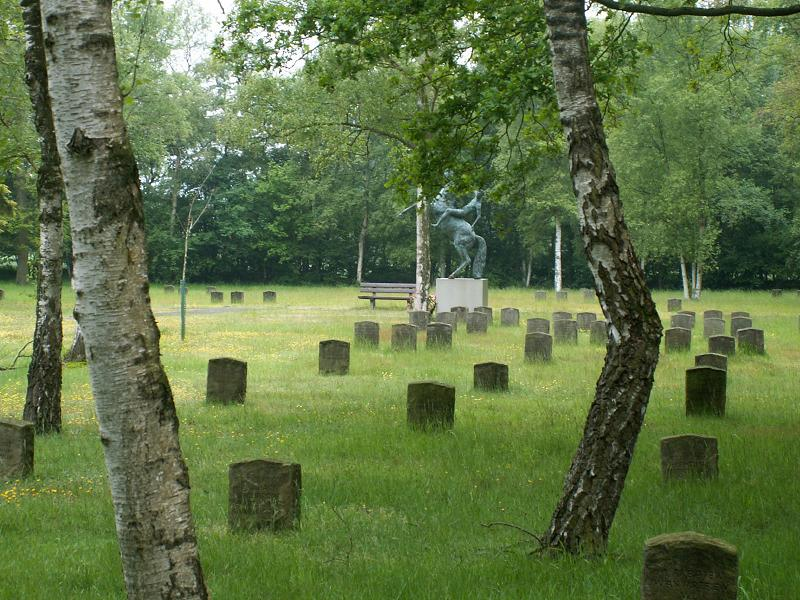
Begraafplaats voormalig kamp Wesuwe.

In de Tweede Wereldoorlog was er binnen de gemeente een van de vijftien beruchte Emslandlager gesitueerd. Dit waren in het Derde Rijk kampen, waar dwangarbeiders onder vaak onmenselijke omstandigheden en onder commando van soms uitzonderlijk wrede bewakers tewerkgesteld werden, en die daardoor soms het karakter van concentratiekampen kregen.
Zie: Kamp nr. 8: Kamp Wesuwe
Het voormalige Kamp Esterwegen, dat zich in de huidige Samtgemeinde Nordhümmling bevindt, huisvest de centrale herdenkingsplaats voor alle 15 Emslandlager. Daar is ook een bezoekerscentrum.

### Maczków
Poolse eenheden hielden als deel van de Brits Canadese bezettingsmacht na mei 1945 een groot deel van het Eemsland bezet. Direct na de Tweede Wereldoorlog werd Haren door de Britse bezettingsmacht omgedoopt tot Maczków (vernoemd naar generaal Stanisław Maczek). De Britten creëerden daarmee in Haren een plek voor de Poolse soldaten die aan de geallieerde zijde hadden gevochten voor een vrij Europa, voor de Poolse dwangarbeiders uit het westen van Duitsland en voor de Polen die in het Emsland uit de kampen kwamen. De oorspronkelijke bevolking van Haren werd weggestuurd waarna de huizen beschikbaar kwamen voor de Polen. Niet alleen soldaten, maar ook veel voormalige Poolse gevangenen die in een van de 15 kampen in het Eemsland hadden gezeten, vonden er een onderdak en tijdelijk een thuis.
De oorspronkelijke inwoners van Haren zagen dit als een onrecht en beklaagden zich jarenlang.
Conform de afspraken van de Conferentie van Jalta viel Polen onder Sovjet-Russische invloedssfeer. Het IJzeren Gordijn werd in Europa getrokken en Polen lag aan de verkeerde kant van die barrière. Terugkeer naar communistisch Polen bracht voor Poolse militairen die in het Westen tegen nazi-Duitsland streden, groot risico met zich mee. Na de Tweede Wereldoorlog gingen tienduizenden Poolse soldaten in ballingschap. In 1947 en 1948 verlieten de Polen Maczków. Zij vertrokken naar Groot-Brittannië, Canada, de VS, Nederland of naar andere landen. Een aantal Poolse soldaten keerde terug naar Polen en ging daar een uiterst onzekere toekomst tegemoet. In augustus 1948 werd Maczków weer Haren en konden de Duitse inwoners naar hun eigen huis terugkeren.

### Na de Tweede Wereldoorlog
Haren was officieel een dorp totdat de regering het in december 1965 alsnog stadsrechten verleende. In 1974 werden de hierboven vermelde omliggende dorpen bij de gemeente Haren gevoegd.

## Bezienswaardigheden en toerisme

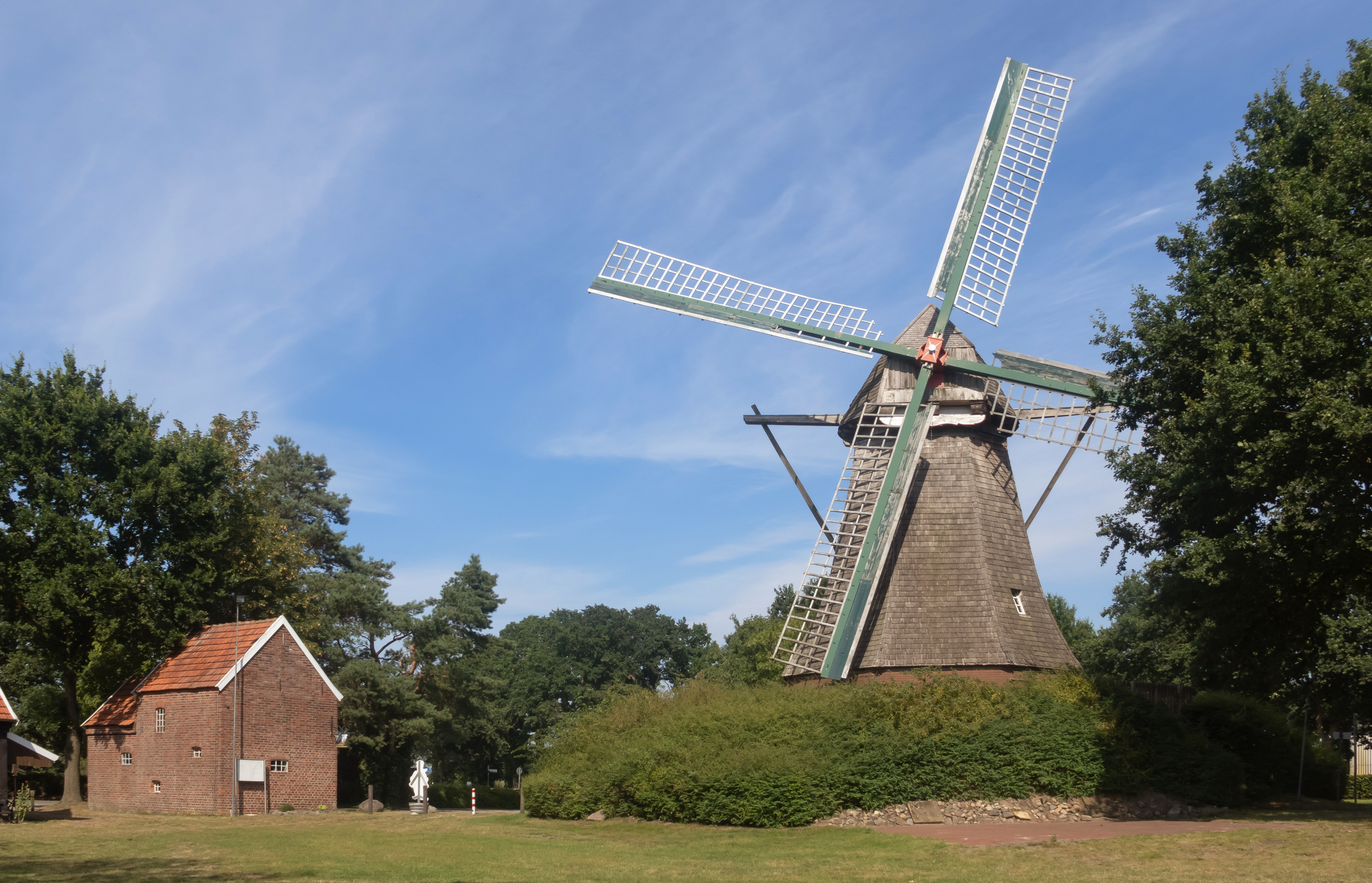
Molen: de Mersmühle

### Monumentale gebouwen
- De St. Martinuskerk te Haren, bijgenaamd Emsland-Dom
- Herenhuis landgoed Landegge, bouwjaar 1695, thans een vakantieoord speciaal voor paardrijliefhebbers
- Mersmühle, windmolen uit 1825 aan de noordrand van de stad, voormalige graanmolen, niet meer maalvaardig; omgeven door enige aardige vakwerkhuizen; als windmolenmuseum beperkt opengesteld

### Overige bezienswaardigheden
- Natuurreservaat Tinner Dose-Sprakeler Heide deels op gebied van Haren, deels op dat van de Samtgemeinde Lathen, zie aldaar

### Toerisme en recreatie
- Schloss Dankern, 3 km ten westen van Haren, is een uitgestrekt, rondom een uit 1680 daterend kasteel gesitueerd recreatie- en vakantiepark met o.a. een meer (Dankern See), waarop veel watersporten kunnen worden bedreven. Het park is vooral gericht op gezinnen met kinderen tot 14 jaar en in iets mindere mate ook op jongeren. Het park heeft vakantiehuisjes. Het bijbehorende kasteel wordt bewoond door een nazaat van de adellijke familie, die het park eromheen in 1970 liet aanleggen met het oogmerk, voor gezinnen met kinderen een betaalbare vakantie mogelijk te maken. Van tijd tot tijd worden rondleidingen door het kasteel georganiseerd.
- Haren ligt aan enige langeafstandfietsroutes, waarvan één ook door Nederland loopt.

## Stedenbanden
Haren (Ems) heeft stedenbanden met:
- Andrésy (Frankrijk), sinds 1988
- Międzyrzecz (Polen), sinds 1991
- Vlagtwedde (Nederland), sinds 1972

## Belangrijke personen in relatie tot de gemeente

### Geboren
- Stefan/Stephan Esders (* 6 juli 1852; † 15 september 1920 in Wenen) textielondernemer, bezat rond het jaar 1900 zaken te Rotterdam (Esders' Kledingmagazijnen) en Brussel; sponsor van de nieuwbouw van de St. Martinuskerk ; Ridder in de Kroonorde (België)
- Manfred Freiherr von Landsberg-Velen (* 25 mei 1923 op Schloss Dankern in Haren (Ems); † 13 februari 2010 aldaar) Duits ondernemer, gemeentelijk politicus (CDU) alsmede oprichter en lange tijd eigenaar van het vakantiepark Schloss Dankern.
- Hans Grauert (* 8 februari 1930; † 4 september 2011 in Göttingen), belangrijk wiskundige op het gebied van de functietheorie met meer dan één variabele

## Galerij

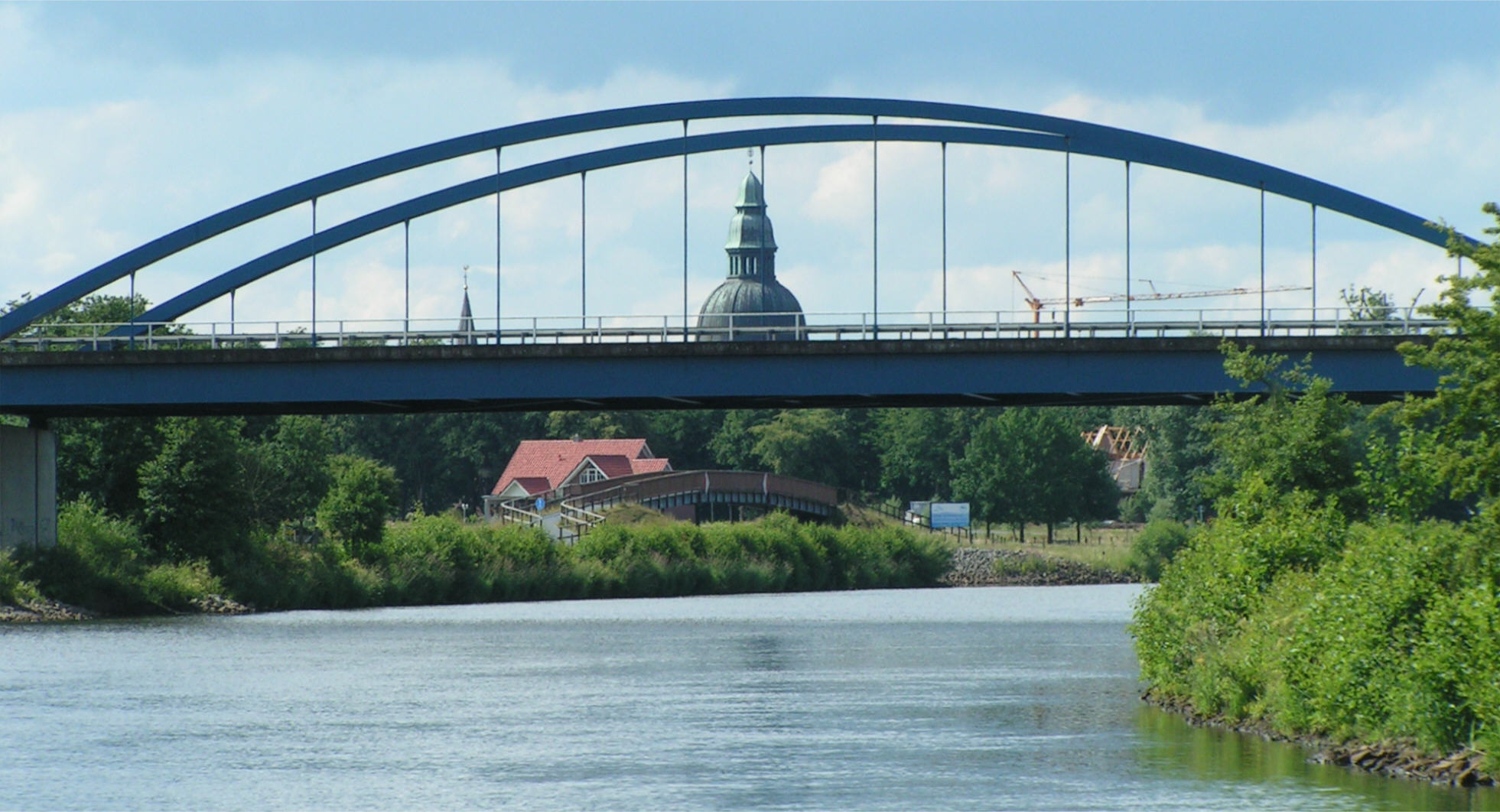
Gezicht op Haren vanaf de Eems
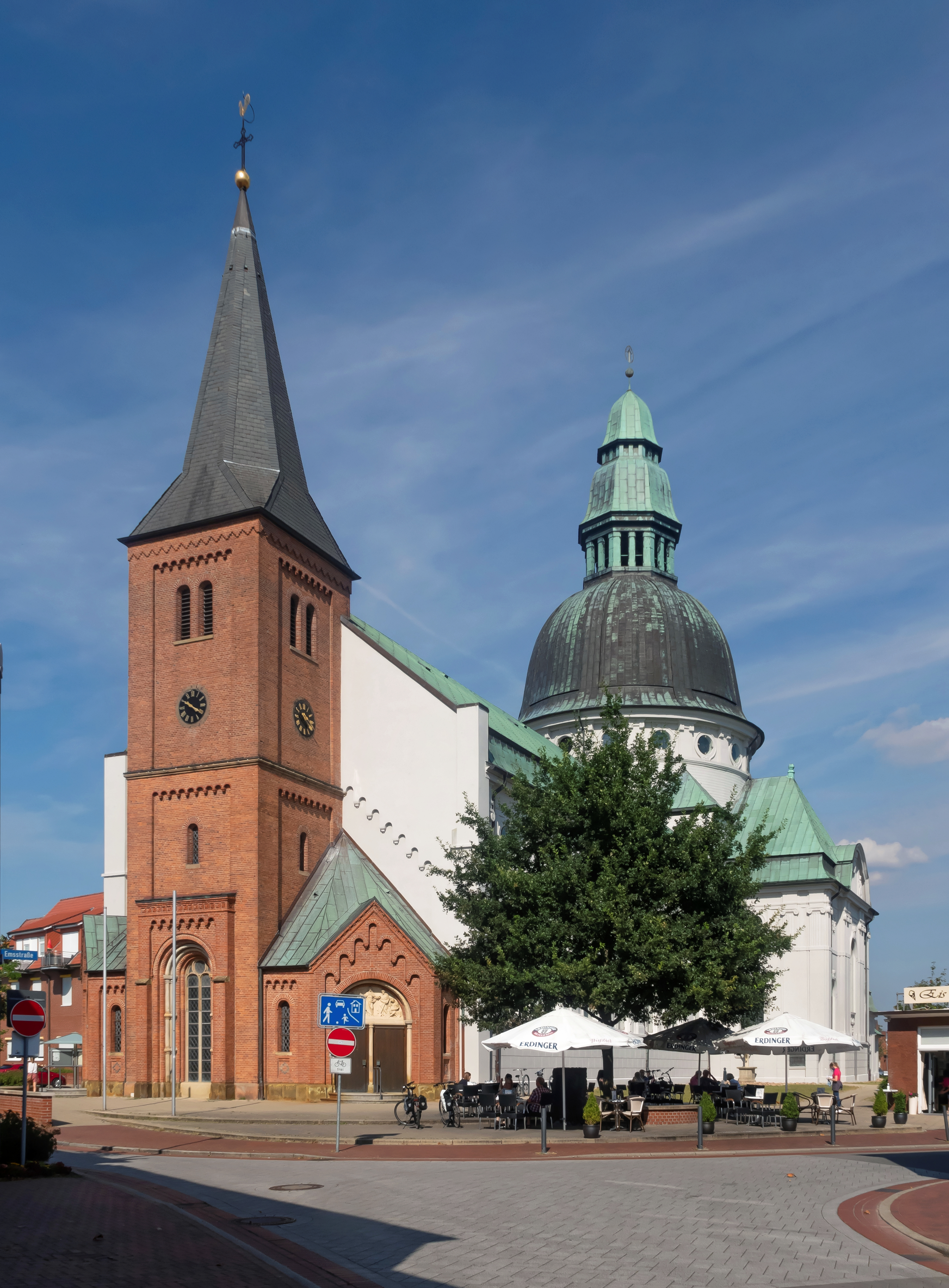
Kerk: de Sankt Martinus Kirche
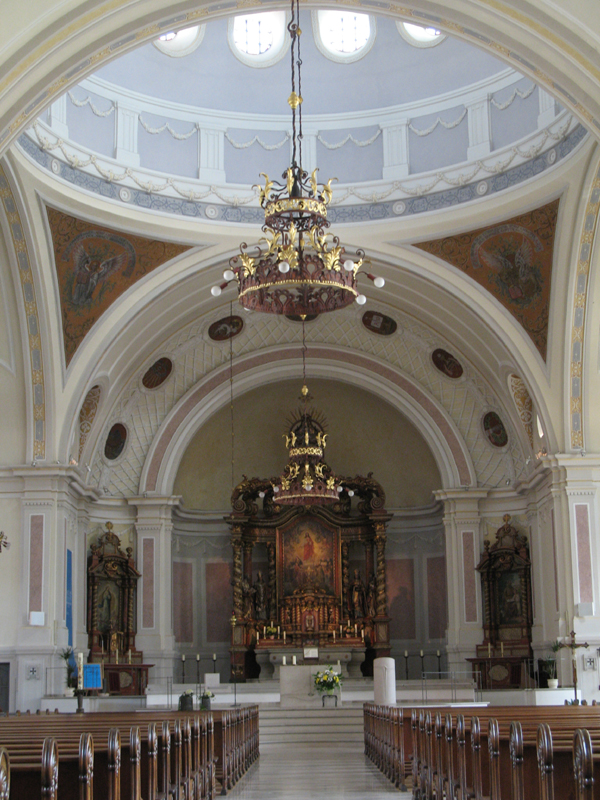
Emsland-Dom, interieur
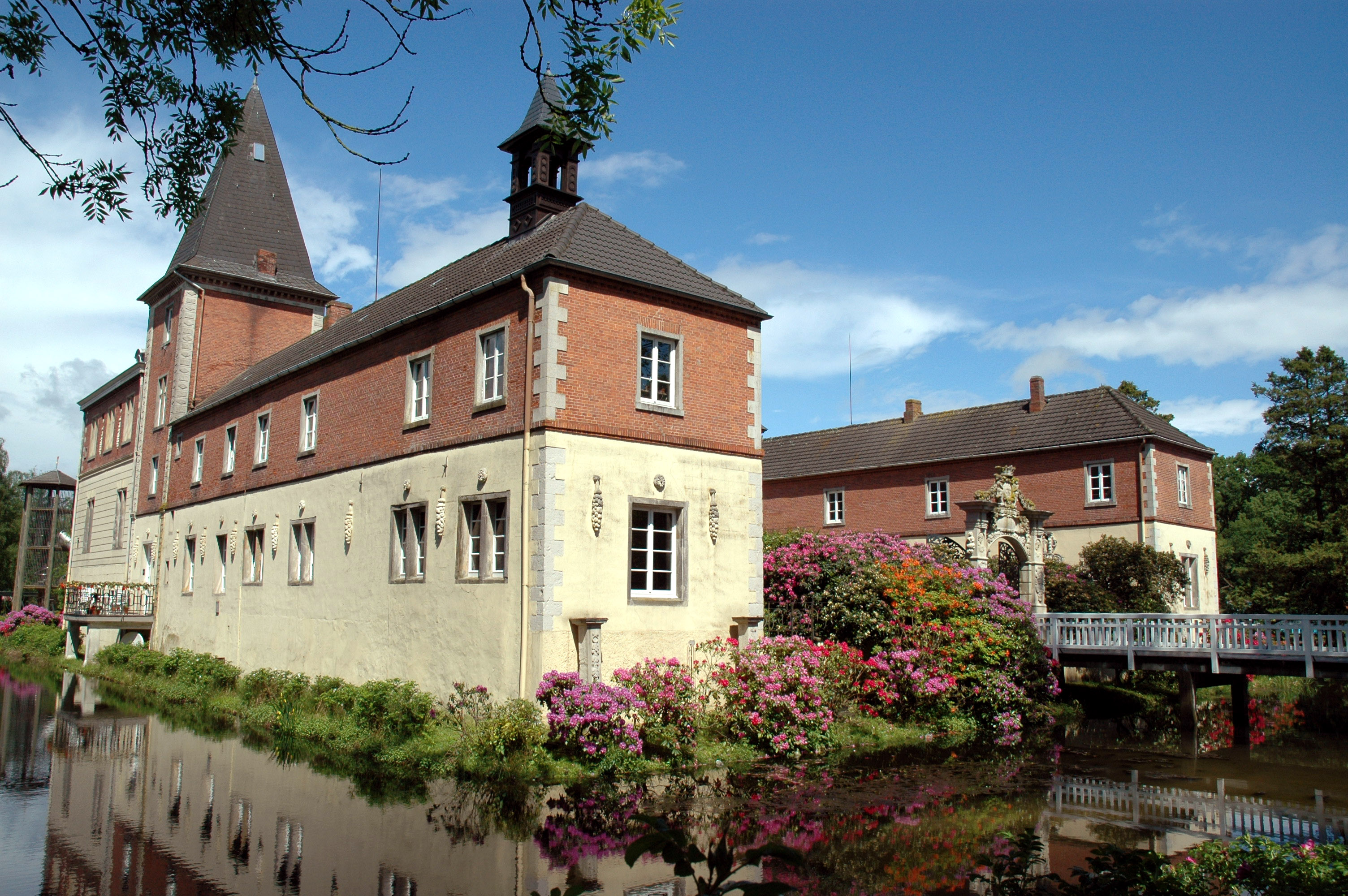
Kasteel (Schloss) Dankern op het gelijknamige vakantiepark
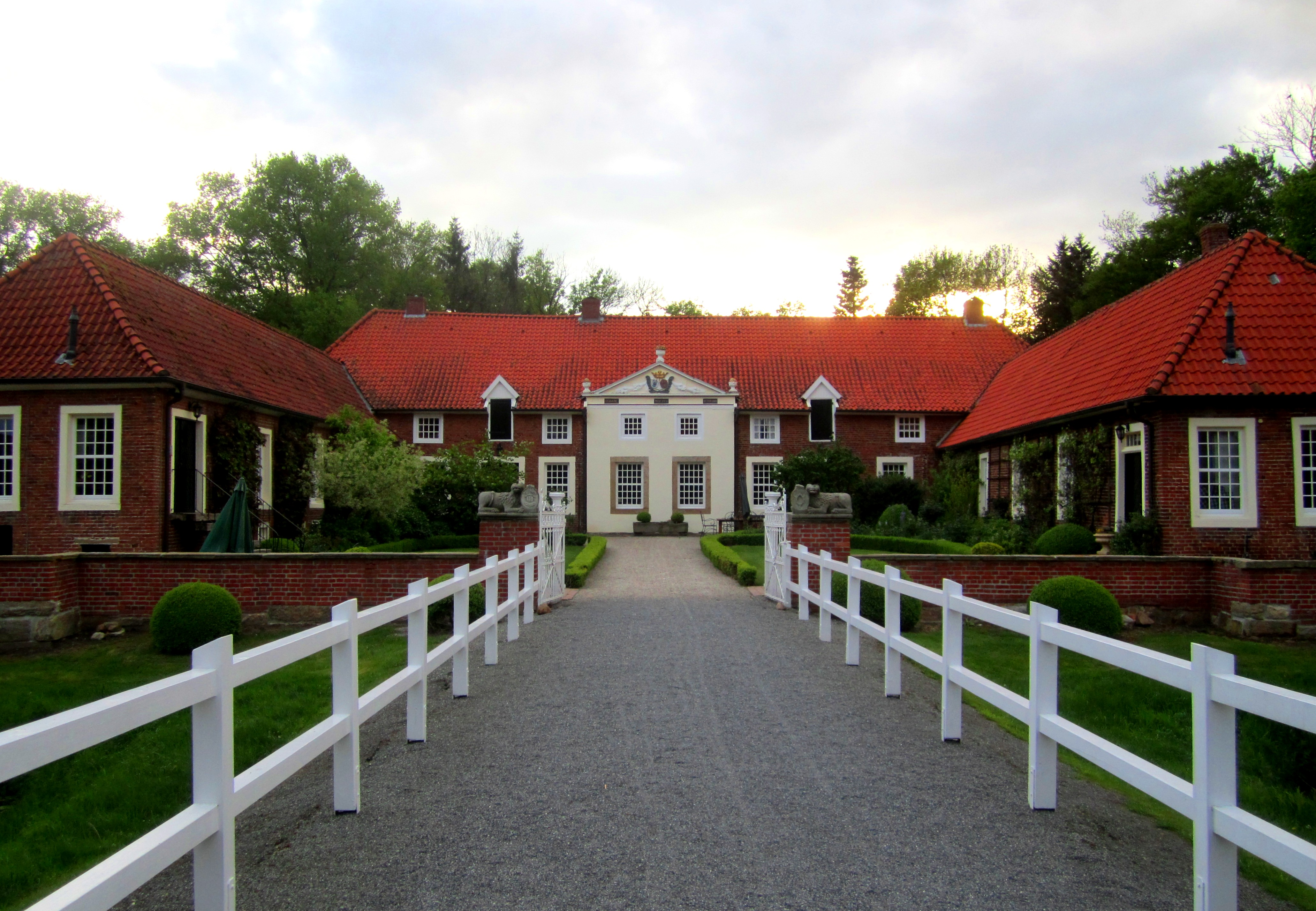
Herenhuis landgoed Landegge, 1695
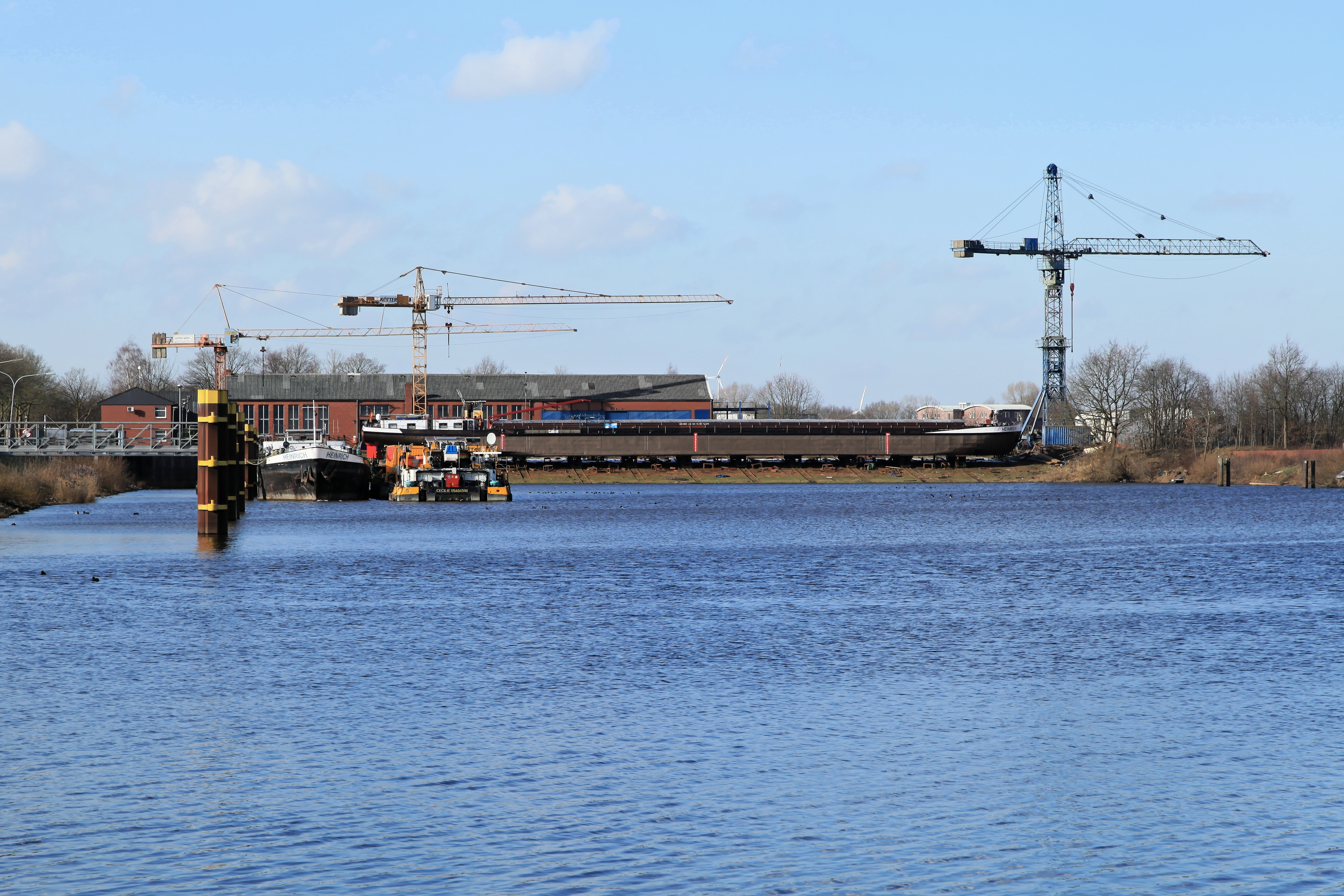
De Kötter-scheepswerf te Haren
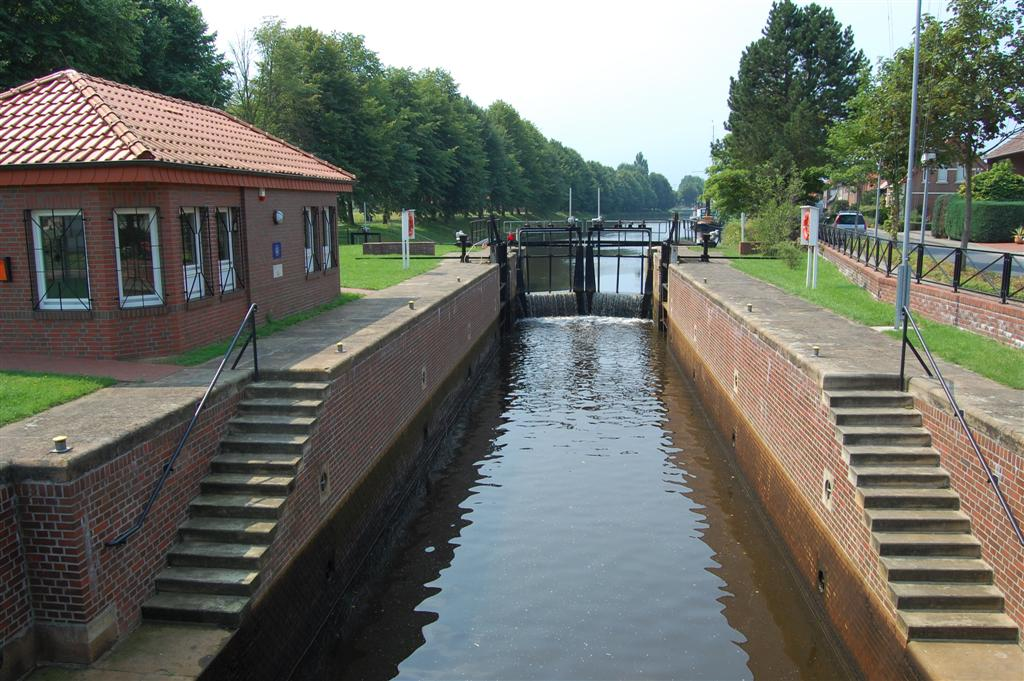
Haren-Ruitenbroekkanaal: schutsluis in Haren met sluiswachtershuisje
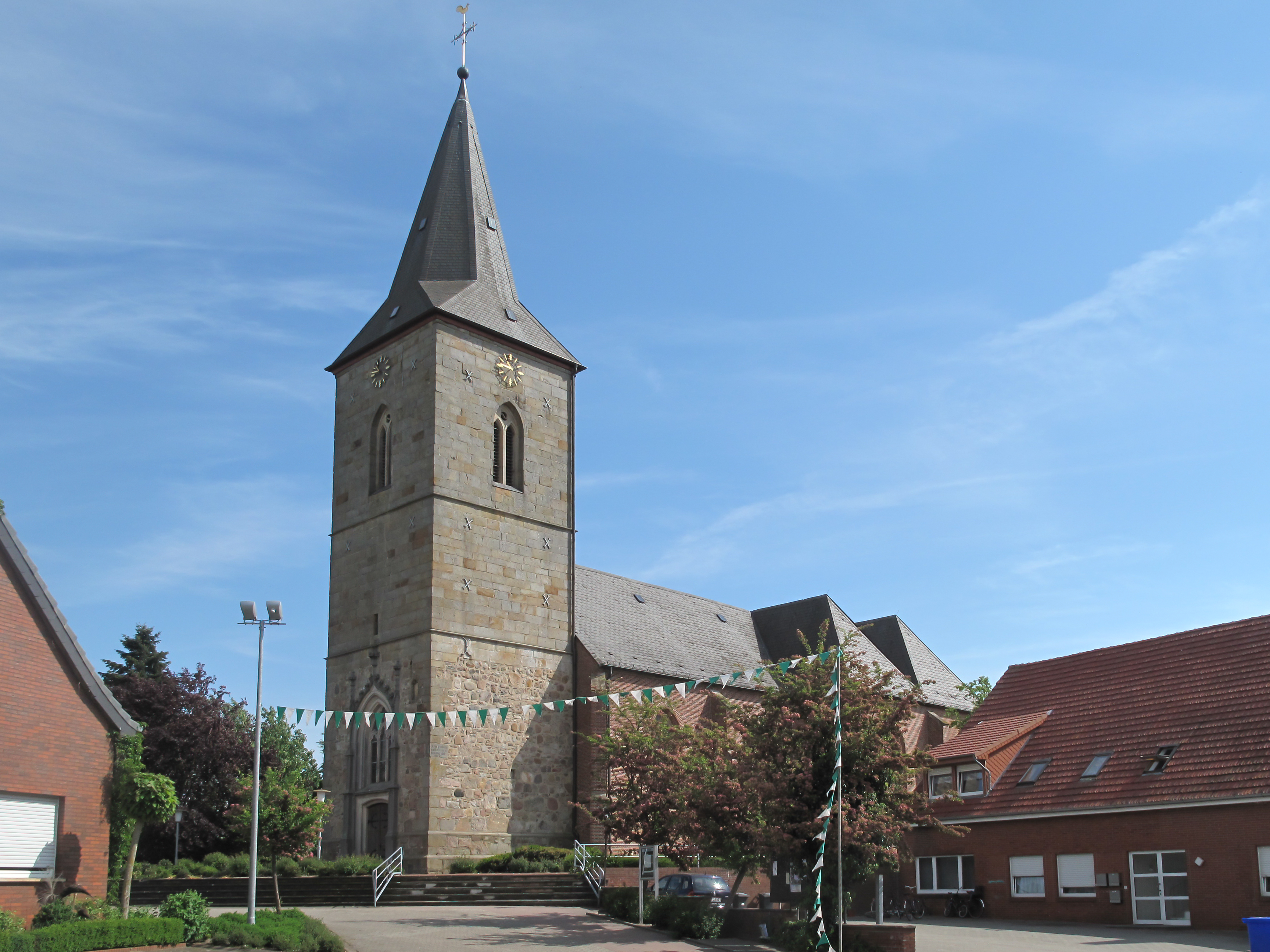
Wesuwe, kerk
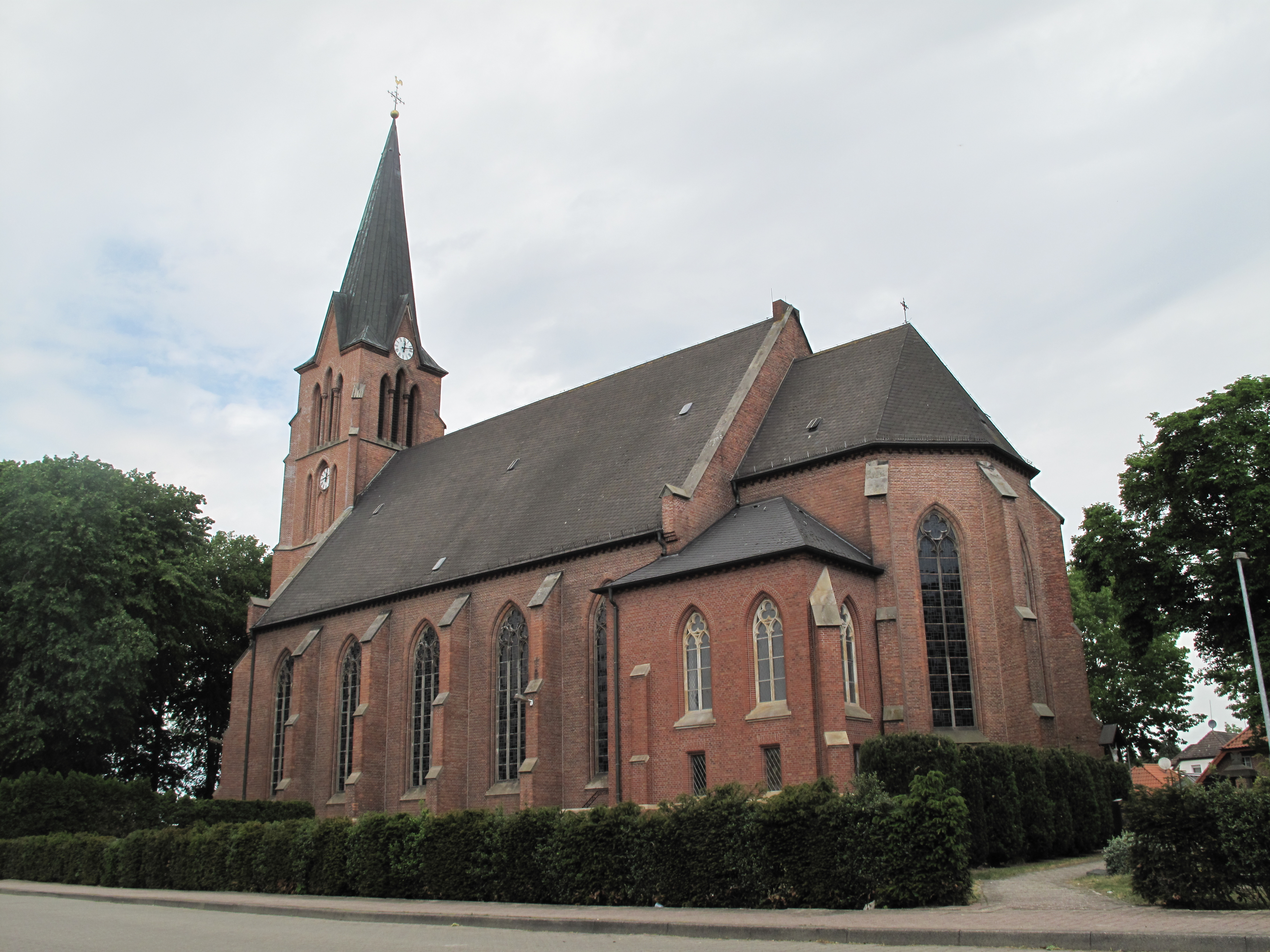
Rütenbrock, R.K. St.-Maximiliaankerk
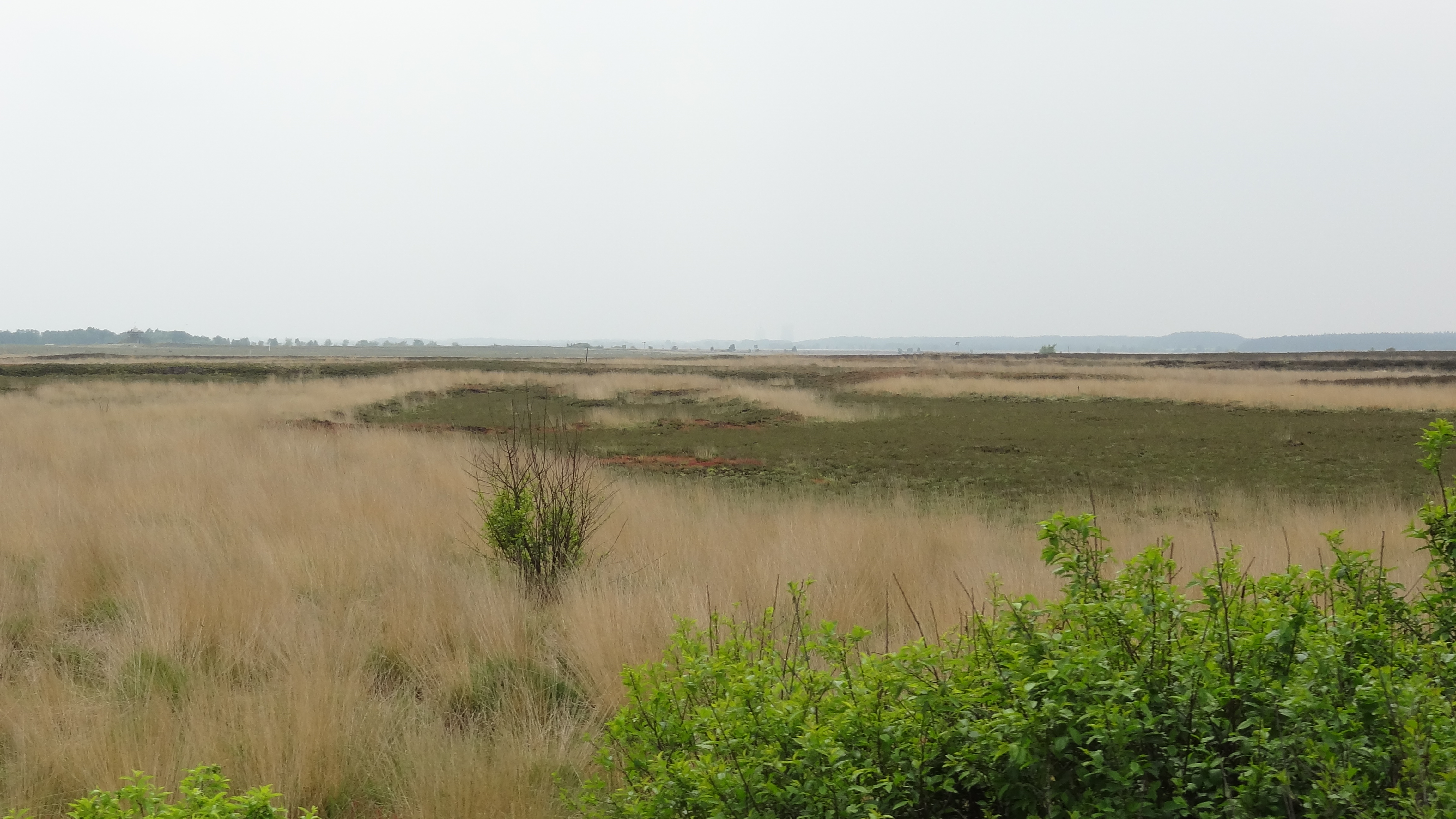
Tinner Dose-Sprakeler Heide